# Bischof (Getränk)

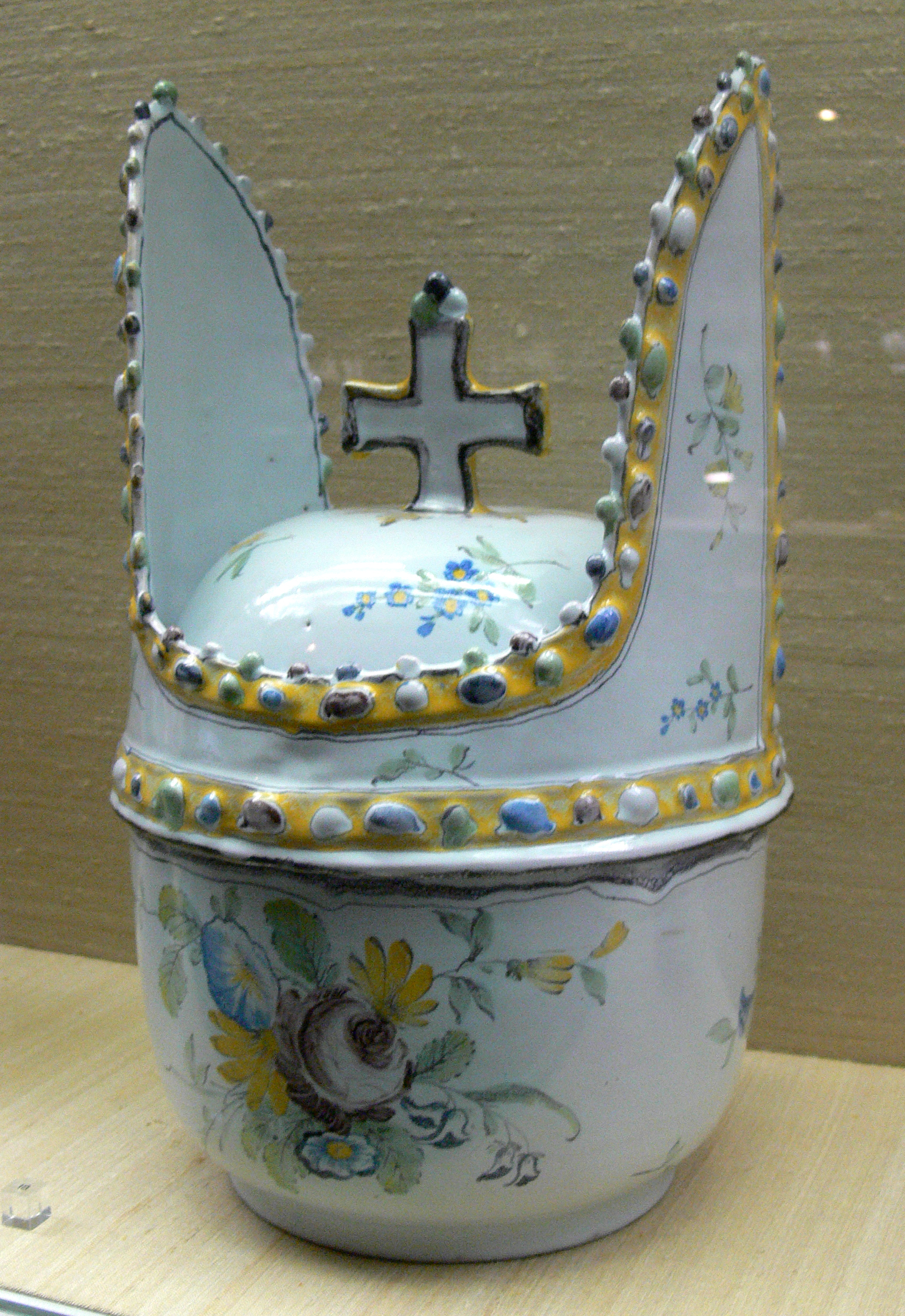
Gefäß für den Bischof in Form einer Mitra, Stralsund nach 1767 (Kunstgewerbemuseum Berlin)

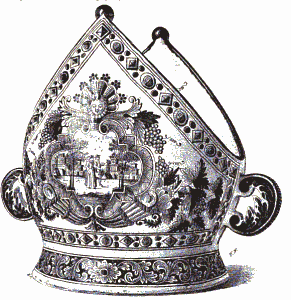
Gefäß für den Bischof in Form einer Mitra, Kopenhagener Fayence, ca. 1750 (Museum für Kunst und Gewerbe Hamburg)

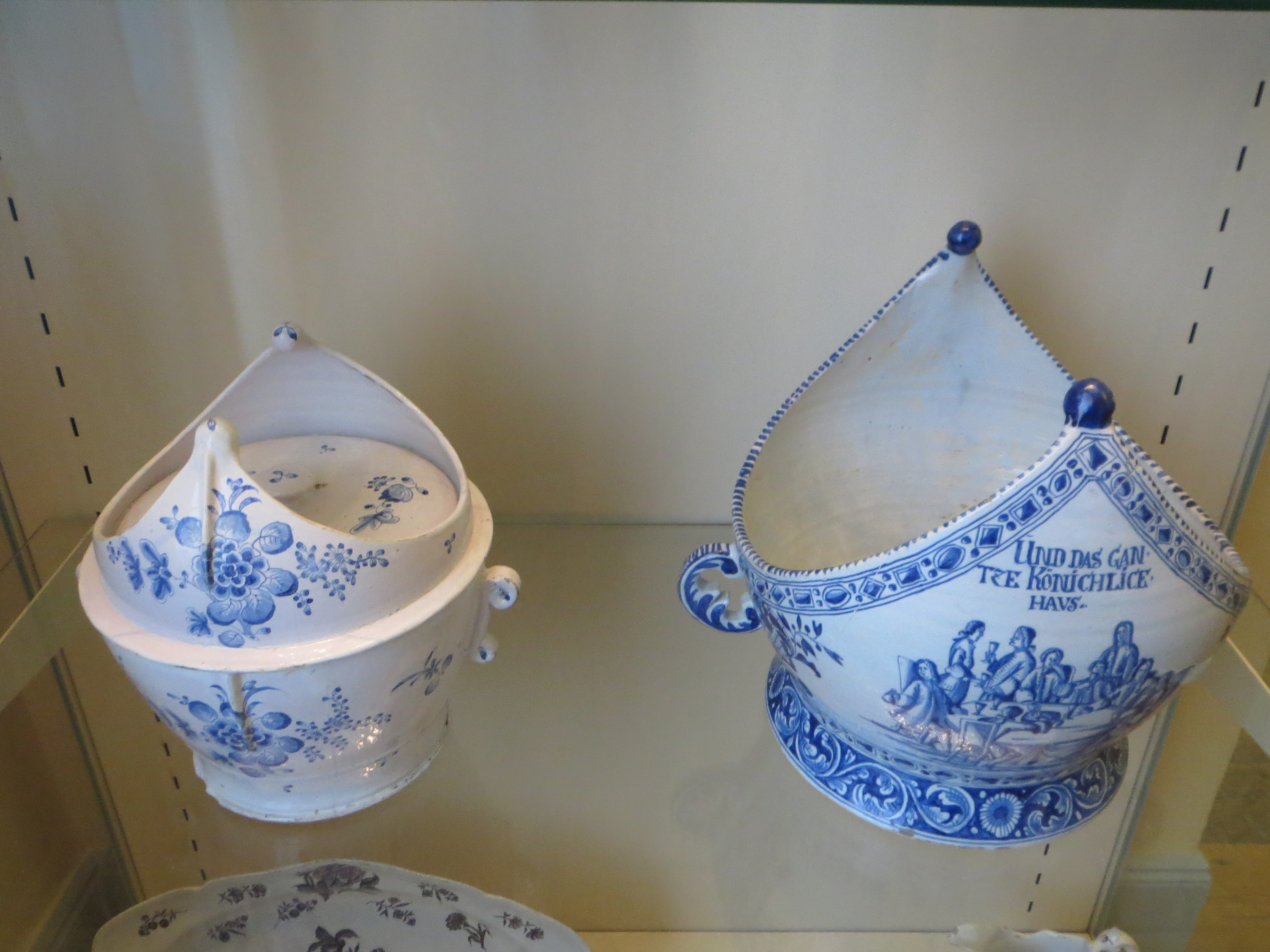
Zwei Gefäße für den Bischof in Form einer Mitra (St.-Annen-Museum, Lübeck)

Der Bischof (auch: Bischoff; mitunter mit Zusatz als heißer Bischof) gehört zu den Punsch-Getränken. Der Name leitet sich mit großer Wahrscheinlichkeit von der roten Farbe des Getränks ab.

## Zubereitung
Für die Zubereitung wird die feine grüne (bis gelbe) Schale von frischen grünen oder gelben Pomeranzen mit Zucker vermischt und mit Rotwein übergossen. Auf eine Flasche Wein wird mit zwei bis drei Pomeranzen gerechnet. Der Rotwein soll mindestens zehn bis zwölf Stunden ziehen. Danach lässt sich der Ansatz noch mit Zucker versüßen. Um das Getränk als Bowlenextrakt zu verwenden, wird es durch ein Mulltuch abgeseiht und in Flaschen abgefüllt.
Im 19. Jahrhundert wurde das Getränk aus Orangen zubereitet, die über glühenden Kohlen erhitzt wurden, bis die Schale schwarz war. Die Orangen wurden in einem irdenen Topf mit Rotwein übergossen, mit Zucker, Zimt und Muskat gewürzt und für einige Stunden abgedeckt in warme Asche gestellt.

## Gefäße
Seit 1722 (Kopenhagener Fayence-Manufaktur) und vor allem in der zweiten Hälfte des 18. Jahrhunderts wurden in Norddeutschland und Dänemark spezielle Fayence-Gefäße für den Bischof in Form einer Mitra gefertigt. Bei diesen läuft die Wandung des weit ausladenden Gefäßes an den beiden Hauptseiten dreieckig nach oben zu. Es gibt sie mit und ohne Deckel. Eines der bekannten Beispiele ist die Kieler Bischofsmütze der Kieler Fayencemanufaktur, die im Hamburger Museum für Kunst und Gewerbe zu sehen ist, ebenso wie eine weitere aus Kopenhagen.

## Das Getränk in der Literatur
- Johann Matthias Dreyer gab 1763 anynom Schöne Spielwerke beym Wein, Punsch, Bischof, und Krambambuli, in Hamburg heraus. Es handelte sich um 216 Sinn- und Trinksprüche, die Dreyer nicht allein verfasst hatte und die überregional großen Anklang fanden. Johann Melchior Goeze intervenierte daraufhin beim Rat der Stadt Hamburg. Er nahm unter anderem Anstoß an dem Vers „Trinkt hier, soviel ihr könnt, thut, was das Fleisch euch heißt;/ Dort habt ihr keinen Durst, dort seyd ihr lauter Geist.“ Der Hamburger Rat beschloss daraufhin am 14. September 1763, dass ein Henker die Schrift zerreißen solle.
- Moses Mendelssohn vergleicht in seiner Sammelrezension zu Hamann den Umgang mit der Religion mit dem Trinken eines Bischofs oder Kardinals: „Die meisten Menschen halten die Religion, in Absicht auf die Seele, für eben das, was dem Körper eine Magenstärkung ist. Vielen Leuten scheint es ausgemacht zu seyn, daß man den Magen wärmen müsse, um ihn zu stärken. Sehr viele ältliche Herren bedienen sich dazu, fein warmer dogmatischer Suppen, die sie zum Frühstücke, Mittagbrode und Abendbrode reichlich genießen. Seit einiger Zeit stehet eine Gattung feuriger Jünglinge auf […] um ihrem Magen Kraft zu geben […] bedienen sie sich hitziger Getränke. Sie trinken unabläßig Punsch, Bischof und Kardinal […][3]“
- Johann Heinrich Voss berichtet in seinem ländlichen Gedicht in drei Idyllen unter dem Titel Luise (Erstfassung 1795), von „Porzellanener Kumme, geformt wie ein purpurner Kohlkopf, welche mit wärmendem Punsch und Bischof füllte der Vater.“ Das Getränk selbst wird ebenfalls beschrieben, denn die Hausherrin Luise sagt zu Susanna: „Ich nun steig' in den Keller hinab, und hole zum Bischof Rothen Wein, Pomeranzen, und unseren purpurnen Kohlkopf. Zucker steht in der Kammer genug; und das übrige weißt du.“
- In seinem Musenalmanach von 1797 ist unter der Überschrift Der ächte Bischof ein langer von Johann Abraham Peter Schulz in Musik gesetzter Rundgesang abgedruckt. Ein Leser, dem der Doppelsinn des Wortes Bischof unbekannt wäre, könnte diesen nicht seiner wahren Bedeutung nach verstehen. Da singt, nachdem der Chor die Worte Nein! sonder alle Religion Steht keine Constitution wiederholt hat, der Vorsänger:

Doch unsere, Brüder, wird bestehn!

Wir fanden hier den ächten!

Wir lassen ohne Reue gehn

Die schlechten.

In Deinem Bisthum, Bischof! hier,

Was Frankreich sucht, das fanden wir.

 [und der Chor fällt ein]

Ja, Bischof! in dem Bisthum hier,

Was Frankreich sucht, das fanden wir.
- Der dänische Dichter Jens Immanuel Baggesen hatte dieses Bischofslied 1792 für eine freundschaftliche Gesellschaft in Kopenhagen dänisch gedichtet und die deutsche Übertragung seinen hamburgischen Freunden und Mit-Anhängern des Bistums in der Bischofsbowle als ein Gastgeschenk hinterlassen.[4]
- In Carl Arnold Kortums Jobsiade (1784) finden sich bei der Prüfung des Kandidaten Jobs’ die Strophe von Hieronimus.

Ein Bischof ist, wie ich denke,

Ein sehr angenehmes Getränke

 Aus rotem Wein, Zucker und Pomeranzensaft

 Und wärmet und stärket mit großer Kraft.
- Der Schriftsteller Thomas Mann erwähnt das Getränk in den Buddenbrooks: Sesemi Weichbrodt, bei der mehrfach Kinder der Buddenbrooks in Pension gegeben werden, serviert häufig und besonders zu festlichen Gelegenheiten Bischoff, „einen roten und süßen Punsch, der kalt getrunken ward“.
- In Georg Hermanns fragmentarischem Nachlassroman Die daheim blieben von 1939 (Erstdruck 2023) wird das Getränk zum großen Familienfest der Firma „Heinrich Simon & Söhne“ getrunken.
- In der Erzählung Marthe und ihre Uhr erwähnt Theodor Storm das Getränk.
- Die englische Variante Smoking Bishop findet im Werk A Christmas Carol von Charles Dickens Erwähnung.